# Paroy-en-Othe
Pour les articles homonymes, voir Paroy et Othe (homonymie).
Paroy-en-Othe est une commune française située dans le département de l'Yonne en région Bourgogne-Franche-Comté.
Ses habitants sont appelés les Paroytats.

## Géographie
Paroy en Othe est situé à environ 5 km de Brienon-sur-Armançon et à 1,5 km de Bellechaume. Elle est bordée de la forêt d'Othe, d'où son nom

### Hydrographie
Le Ruisseau de Bord est le principal cours d'eau qui traverse la commune.

### Communes limitrophes
.

### Climat
Pour des articles plus généraux, voir Climat de la Bourgogne-Franche-Comté et Climat de l'Yonne.
En 2010, le climat de la commune est de type climat océanique dégradé des plaines du Centre et du Nord, selon une étude du Centre national de la recherche scientifique s'appuyant sur une série de données couvrant la période 1971-2000. En 2020, Météo-France publie une typologie des climats de la France métropolitaine dans laquelle la commune est exposée à un climat océanique altéré et est dans une zone de transition entre les régions climatiques « Nord-est du bassin Parisien » et « Lorraine, plateau de Langres, Morvan ». 
Pour la période 1971-2000, la température annuelle moyenne est de 11 °C, avec une amplitude thermique annuelle de 16,2 °C. Le cumul annuel moyen de précipitations est de 740 mm, avec 11,8 jours de précipitations en janvier et 7,8 jours en juillet. Pour la période 1991-2020, la température moyenne annuelle observée sur la station météorologique de Météo-France la plus proche, « Coulours », sur la commune de Coulours à 14 km à vol d'oiseau, est de 11,2 °C et le cumul annuel moyen de précipitations est de 786,0 mm. 
La température maximale relevée sur cette station est de 39,8 °C, atteinte le 7 août 2003 ; la température minimale est de −16,7 °C, atteinte le 2 janvier 1997,,. 
Les paramètres climatiques de la commune ont été estimés pour le milieu du siècle (2041-2070) selon différents scénarios d'émission de gaz à effet de serre à partir des nouvelles projections climatiques de référence DRIAS-2020. Ils sont consultables sur un site dédié publié par Météo-France en novembre 2022.

## Urbanisme

### Typologie
Au 1er janvier 2024, Paroy-en-Othe est catégorisée commune rurale à habitat dispersé, selon la nouvelle grille communale de densité à sept niveaux définie par l'Insee en 2022.
Elle est située hors unité urbaine et hors attraction des villes,.

### Occupation des sols
L'occupation des sols de la commune, telle qu'elle ressort de la base de données européenne d’occupation biophysique des sols Corine Land Cover (CLC), est marquée par l'importance des territoires agricoles (78,9 % en 2018), une proportion identique à celle de 1990 (78,9 %). La répartition détaillée en 2018 est la suivante : 
terres arables (74,3 %), forêts (14,6 %), zones urbanisées (6,5 %), zones agricoles hétérogènes (4,6 %). L'évolution de l’occupation des sols de la commune et de ses infrastructures peut être observée sur les différentes représentations cartographiques du territoire : la carte de Cassini (XVIIIe siècle), la carte d'état-major (1820-1866) et les cartes ou photos aériennes de l'IGN pour la période actuelle (1950 à aujourd'hui).

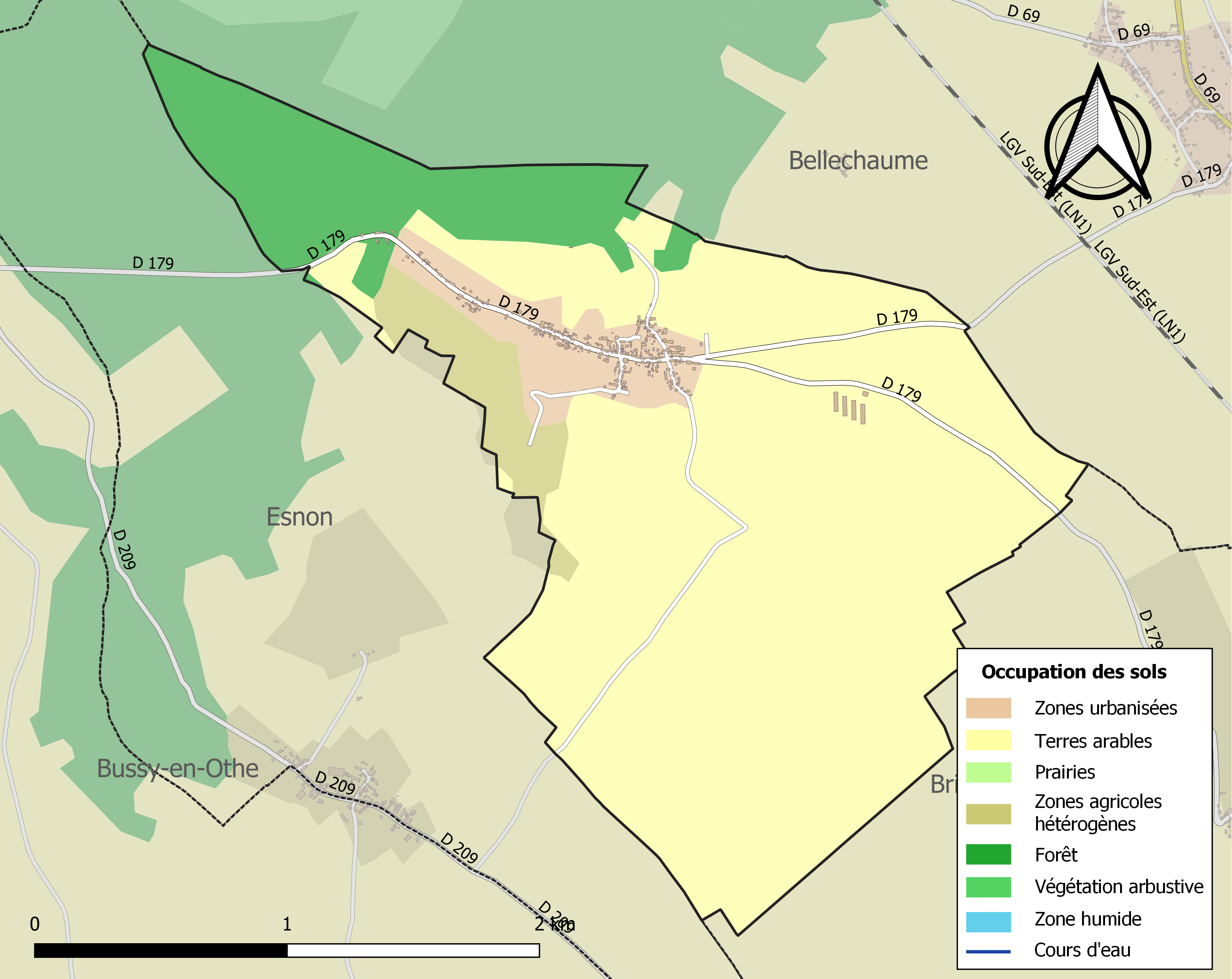
Carte des infrastructures et de l'occupation des sols de la commune en 2018 (CLC).

## Toponymie
Du latin paries, en langue d'oïl, pareit (paroi), désignant un mur de clôture ou de bâtiment, probablement au sens collectif pour désigner des maisons en ruines dont il ne reste que les murs.

## Histoire
La commune de Paroy-en-Othe est réunie en 1972 à Brienon-sur-Armançon. Un arrêté du 16 octobre 2003 porte détachement de la commune de Brienon-sur-Armançon (à effet du 31 décembre 2003), de la portion de territoire de Paroy-en-Othe, qui est érigé en commune distincte.

## Politique et administration
| Période    | Période | Identité        | Étiquette | Qualité |
| ---------- | ------- | --------------- | --------- | ------- |
|            |         |                 |           |         |
| avant 2006 |         | Lyliane Meignen | DLF       |         |

## Démographie
L'évolution du nombre d'habitants est connue à travers les recensements de la population effectués dans la commune depuis 1793. Pour les communes de moins de 10 000 habitants, une enquête de recensement portant sur toute la population est réalisée tous les cinq ans, les populations de référence des années intermédiaires étant quant à elles estimées par interpolation ou extrapolation. Pour la commune, le premier recensement exhaustif entrant dans le cadre du nouveau dispositif a été réalisé en 2006.

En 2022, la commune comptait 154 habitants, en évolution de −17,65 % par rapport à 2016 (Yonne : −1,95 %, France hors Mayotte : +2,11 %).
| 1793 | 1800 | 1806 | 1821 | 1831 | 1836 | 1841 | 1846 | 1851 |
| ---- | ---- | ---- | ---- | ---- | ---- | ---- | ---- | ---- |
| 497  | 530  | 512  | 524  | 521  | 573  | 552  | 567  | 553  |

| 1856 | 1861 | 1866 | 1872 | 1876 | 1881 | 1886 | 1891 | 1896 |
| ---- | ---- | ---- | ---- | ---- | ---- | ---- | ---- | ---- |
| 473  | 464  | 460  | 454  | 470  | 432  | 405  | 348  | 344  |

| 1901 | 1906 | 1911 | 1921 | 1926 | 1931 | 1936 | 1946 | 1954 |
| ---- | ---- | ---- | ---- | ---- | ---- | ---- | ---- | ---- |
| 295  | 268  | 243  | 207  | 198  | 188  | 187  | 193  | 200  |

| 1962 | 1968 | 2006 | 2011 | 2016 | 2021 | 2022 | - | - |
| ---- | ---- | ---- | ---- | ---- | ---- | ---- | - | - |
| 165  | 163  | 202  | 209  | 187  | 162  | 154  | - | - |

## Lieux et monuments
- Église Saint-Pierre.

## Personnalités liées à la commune
- Aristide Jobert (1869-1942), député de l'Yonne durant la Première Guerre mondiale.

## Héraldique
| Blason à dessiner | Blason  | D'argent au chêne arraché de sinople englanté d'or; au chef d'azur chargé à dextre d'un sanglier contourné d'or défendu d'argent et à senestre de deux clés d'or passées en sautoir. |
| Blason à dessiner | Détails | Adopté le 4 juillet 2023. |

## Pour approfondir